# Isopterygium punctulatum
Isopterygium punctulatum là một loài Rêu trong họ Hypnaceae. Loài này được Broth. & Wager mô tả khoa học đầu tiên năm 1914.